# Donald Trump Jr.
Donald John "Don" Trump Jr. (Nova York, 1977) és un home de negocis estatunidenc. És el primer fill de Donald Trump i Ivana Trump. Treballa a la Trump Organization.